# ارندانک
شهر ارندانک (به فرانسوی: Arendonk) در شهرستان تورنو در استان آنتوئر در منطقه فلاندری در کشور بلژیک واقع شده‌است.

## نگارخانه

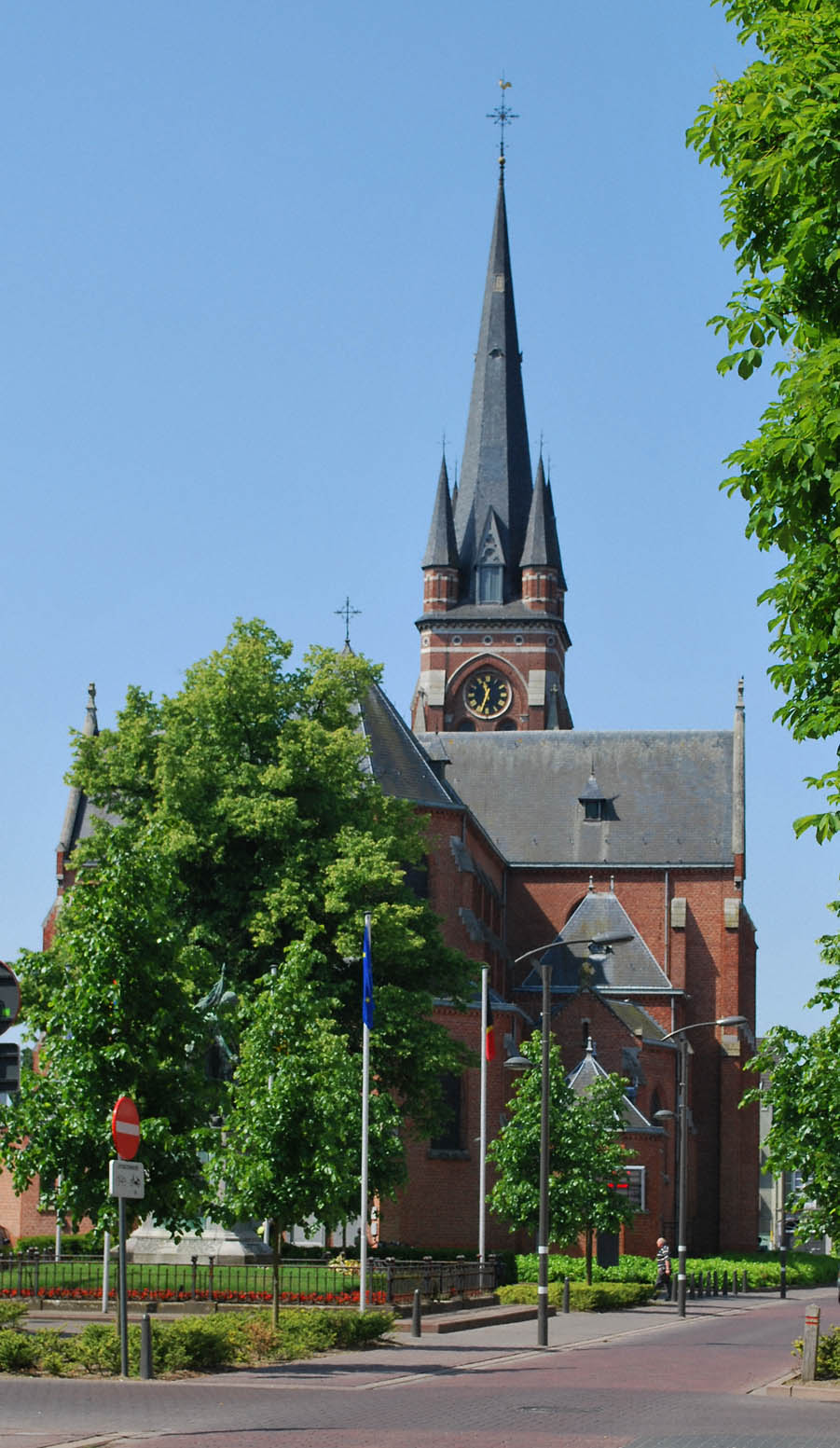
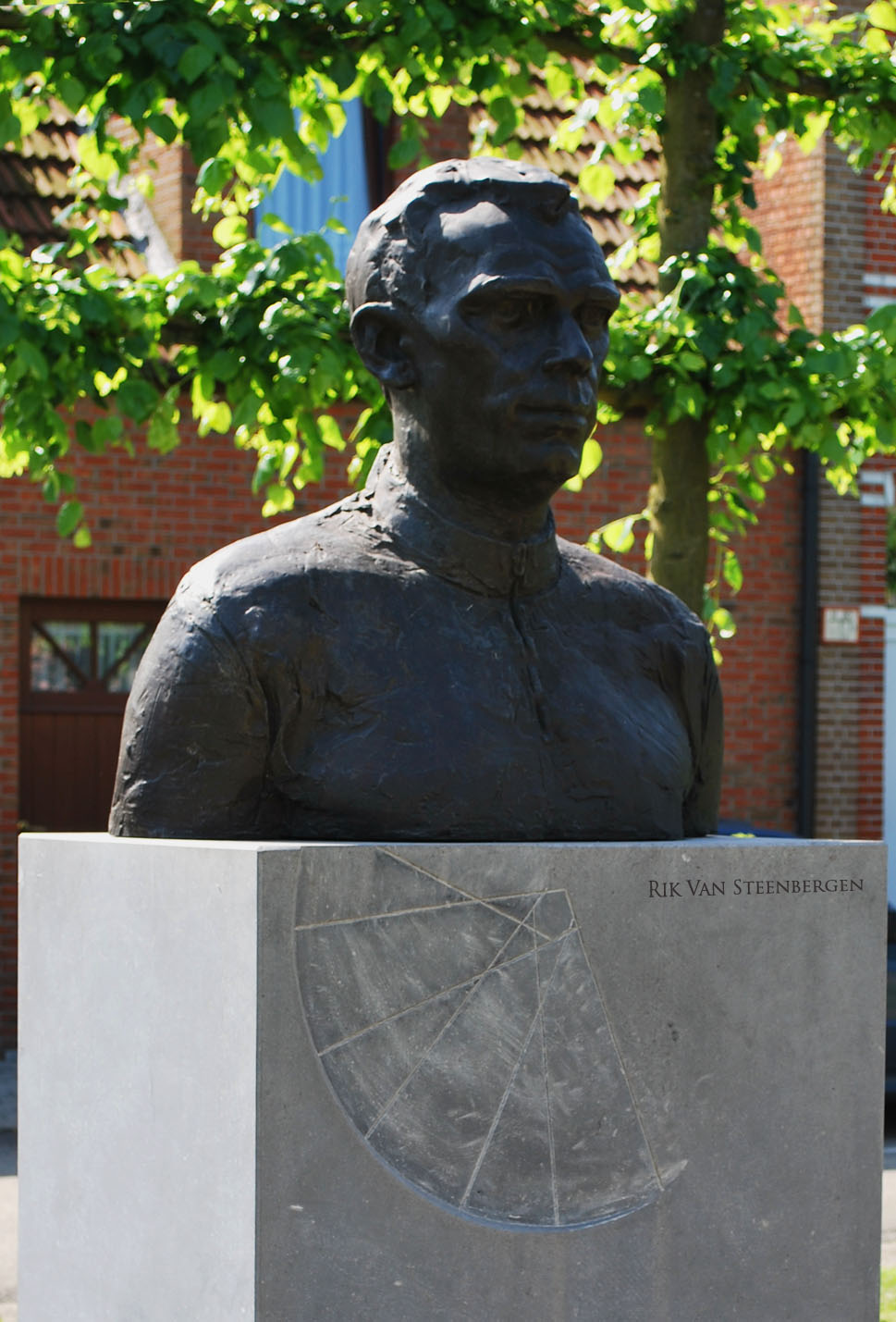
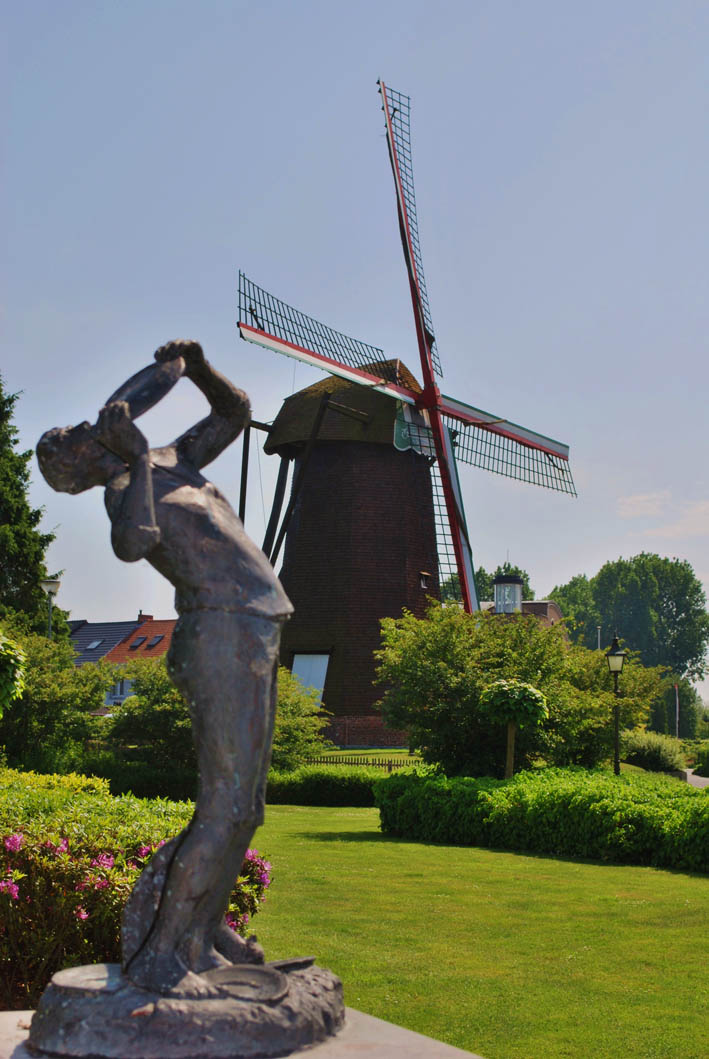
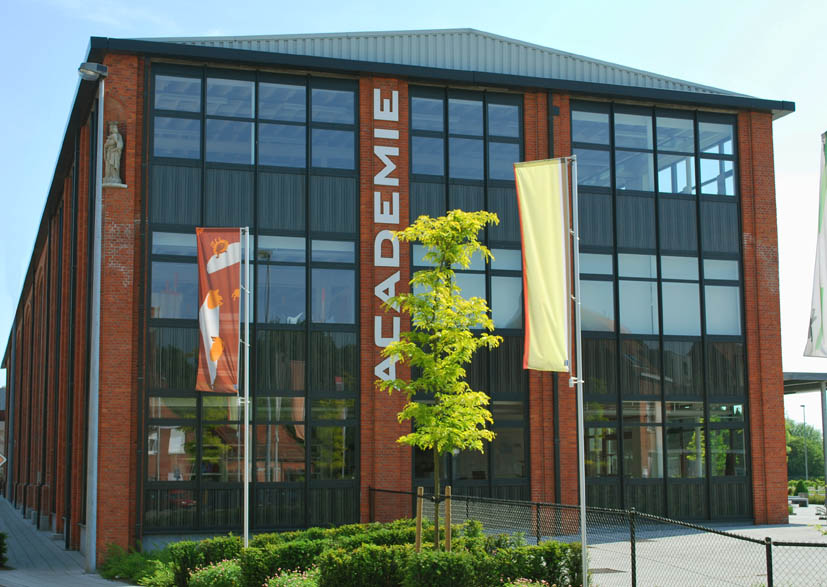